# Janove Ottesen
Janove Ottesen, född 27 augusti 1975 som Jan Ove Ottesen, uppväxt i Bryne i Norge, var sångare och frontfigur i det norska rockbandet Kaizers Orchestra. Han har också gett ut musik som soloartist. Han ändrade namnet från Jan Ove till Janove under tiden i Kaizers Orchestra.
Han har gått på musiklärarutbildningen på Lärarhögskolen i Bergen.

## Diskografi
Album (solo)
- Francis' Lonely Nights (2004)
- Artisten & Marlene (2017)
- Hengtmann (2018)
- Spindelvevriff (mini-album) (2018)

Singlar (solo)
- "Go Tell Her" (2004)
- "Black and White Movie" (2004)
- "Pumper julen rett inn" (2011) (med Kitchen Orchestra)
- "Vi ses i morgen" (2013) (med Christel Alsos och Real Ones)
- "Regnbuen treffer oss ikkje lenger" (2016)
- "Verden går til helvete, tralala" (2016)
- "Aldri la de tru de er bedre enn deg" (2016)
- "Marlene" (2016)
- "Hengtmann" (2017)

Album med "gnom"
- Mys (1988)

Album med "Blod, Snått & Juling"
- Ein glad tunnel (1994)
- Sympatiske fisk (1995)